# Копальня Пенрайс
Копальня Пенрайс – гірничодобувний майданчик на півдні Австралії. Також відомий як копальня Ангастон.
В районі Пенрайс виявили поклади мармуру (метаморфізованого вапняку), який відносився до хімчно чистих (придатних для використання у хімічний промисловості, chemical grade). Як наслідок, їх розробку організували з метою забезпечення сировиною заводу кальцинованої соди в Осборні (видав першу продукцію в 1940-му). Видобуток організували відкритим способом. 
Станом на початок 1990-х років содовий завод споживав біля 0,5 млн тонн мармуру на рік. Втім, загальні обсяги видобутку були суттєво вище, оскільки продукція кар’єру могла постачатись й іншим споживачам, зокрема, цементним та скляним заводам і для використання в будівництві доріг. Відомо, що в 2008 – 2012 роках копальня продавала від 1,75 до понад 2,25 млн тонн продукції на рік.
У 2014-му на тлі несприятливої економічної ситуації содовий завод закрили, а копальню Пенрайс продали виробнику цементу Adelaide Brighton.